# Radio nationale
Radio nationale, couramment appelée Radio-Vichy, est une station de radiodiffusion généraliste française d’État en ondes moyennes à diffusion internationale, qui émet du 6 juillet 1940 au 26 août 1944.

## Histoire
La France occupée en 1940 se trouve inféodée à l'Allemagne nazie. La convention d'armistice du 22 juin 1940 neutralise les derniers moyens d'action dont dispose encore le gouvernement français dans le domaine de l'information. L'article 14 de cette convention interdit en effet toute émission radio française au nord de la ligne de démarcation et conditionne celles au sud à une autorisation spéciale. Le maréchal Pétain qui est conscient de l'enjeu de la radio pendant le conflit obtient que la Radiodiffusion nationale (établissement public qui compte alors 14 stations à une époque où les Français détiennent 5 millions de postes) soit autorisée à créer deux radios en zone libre, Radio nationale en 1940 et La Voix de la France en 1941.
Radio nationale émet depuis le Casino de Vichy, d'où son surnom de Radio-Vichy. Des journalistes pronazis de l'hebdomadaire Je suis partout (Alain Laubreaux et Lucien Rebatet, travaillant sous la direction de Jean-Louis Tixier-Vignancour) participent à son lancement, ce qui donne du régime de Vichy une image extrémiste contraire à la stratégie pétainiste. Soucieux de ne pas choquer ses auditeurs par un excès de propagande, Pierre Laval, le dauphin de Pétain, reprend les choses en main. En septembre 1940, il écarte l'équipe de l'hebdomadaire, en raison de son extrémisme, et confie la direction de l'information à son fidèle, René Bonnefoy, chargé de développer à la radio les thèmes de la Révolution nationale,. 
Dès l'été 1940 se déclenche une intense « guerre des radios » ou « guerre des ondes » marquée par les joutes oratoires entre les « radios totalitaires », Radio Paris et Radio Vichy, et la « radio résistante » BBC qui, à travers Radio Londres (programmes de la section française de la radio britannique) cherche à contrer les attaques verbales, notamment à coup de hausse de puissance des émetteurs (réponse au brouillage par les Allemands qui confisquent les postes et menacent d'une peine d'emprisonnement pour les auditeurs de la BBC) et des slogans.
Le 26 août 1944, les Forces françaises de l'intérieur envahissent les studios de la Radio Nationale à Vichy qui cesse définitivement ses émissions.

## Programmes
Radio nationale mélange propagande maréchaliste et divertissement, avec « un style fréquemment qualifié de bavard et académique, propre à une radio officielle étroitement dépendante des impératifs gouvernementaux ». La mauvaise diffusion et la médiocrité de cette radio « servent indirectement la BBC. Les nouvelles — censurées — sont rares, même après des événements importants. Elles sont débitées d'un ton monotone ou indifférent. Il n'y a guère que les discours de Pétain et de Laval pour retenir l'attention d'un public » qui, à partir de 1942, se laisse séduire « par le talent du propagandiste Henriot ».